# Distretto storico di East Hill

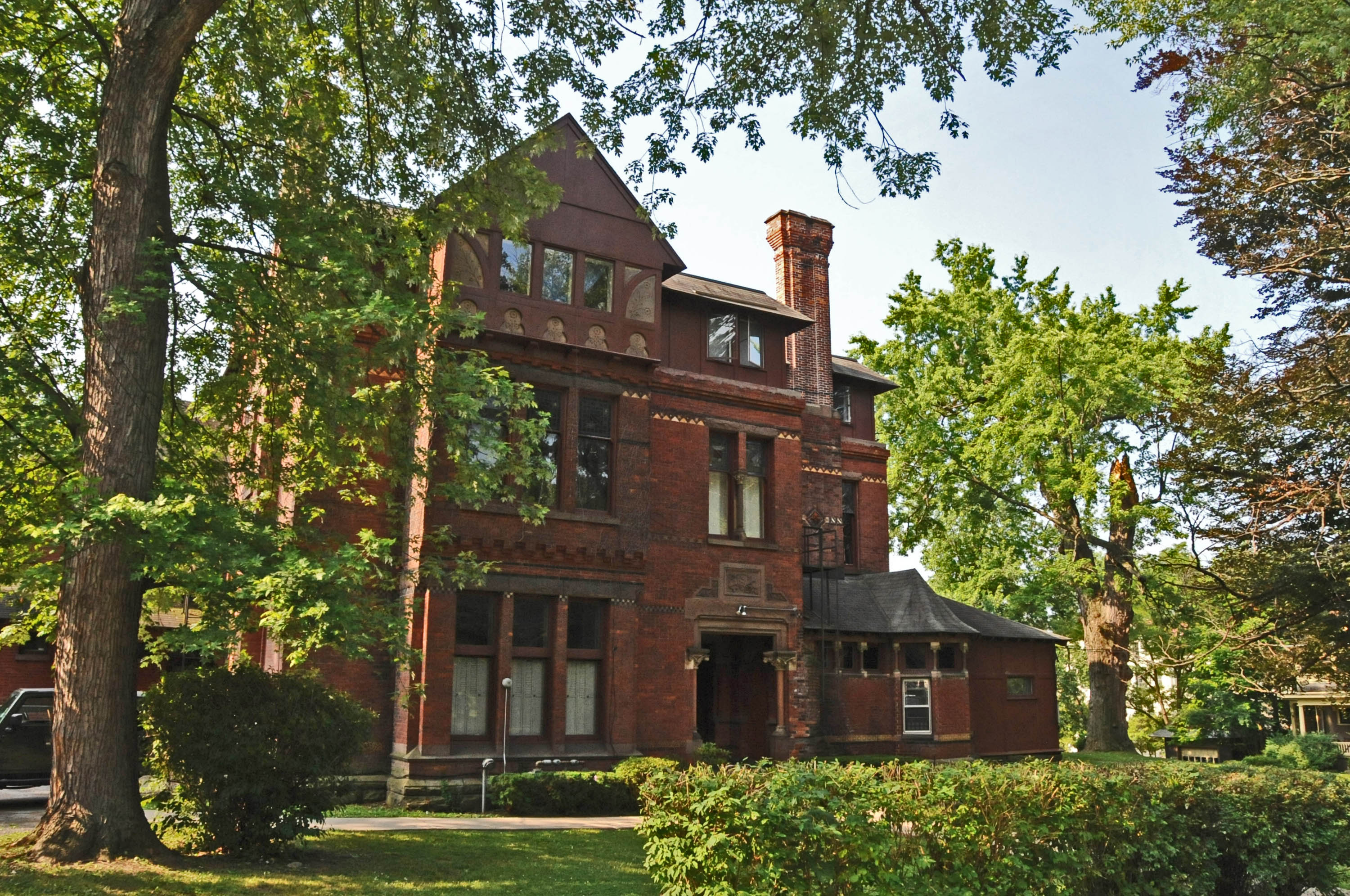

Il distretto storico di East Hill è un distretto storico situato a Ithaca nello stato di New York.
Compare nel registro nazionale dei luoghi storici il 14 agosto del 1986.
Il distretto storico, che comprende 263 edifici contributivi e una struttura contributiva, contiene al suo interno buona parte degli edifici storici più significativi della città di Ithaca e mantiene preservata la propria integrità architettonica del periodo compreso tra il 1870 e il 1920.

## Proprietà contributive
- Casa di Anson Spencer

- Casa di Charles F. Blood
- Casa Finch-Guerlac